# Tangentialraum

Tangentialvektor an in definiert als Geschwindigkeitsvektor einer Kurve durch sowie Tangentialraum an den Punkt

In der Differentialgeometrie ist ein Tangentialraum (auch Tangentenraum genannt) {\displaystyle T_{x}M} ein Vektorraum, der eine differenzierbare Mannigfaltigkeit {\displaystyle M} am Punkt {\displaystyle x} linear approximiert. Sei {\displaystyle \gamma \colon (-\varepsilon ,\varepsilon )\to M} eine differenzierbare Kurve mit {\displaystyle \gamma (0)=x} und dem Kurvenparameter {\displaystyle t}, dann ist:
{\displaystyle v={\frac {d\gamma }{dt}}(0)\in T_{x}M}
ein Tangentialvektor. Die Tangentialvektoren in einem Punkt {\displaystyle x\in M} spannen einen Vektorraum auf, den Tangentialraum {\displaystyle T_{x}M}. Siehe auch Tangentialbündel.
In der algebraischen Geometrie muss man diesen Definitionsansatz modifizieren, um singuläre Punkte und wechselnde Dimensionen zu berücksichtigen.
Dieser Artikel befasst sich nur mit dem Tangentialraum über einer differenzierbaren Mannigfaltigkeit im Sinne der Differentialgeometrie.

## Übersicht
Am einfachsten ist eine differenzierbare Mannigfaltigkeit zu veranschaulichen, die als Untermannigfaltigkeit in einen Euklidischen Raum (z. B. den {\displaystyle \mathbb {R} ^{3}}) eingebettet ist. Als Beispiel soll die Sphäre (= Kugeloberfläche) {\displaystyle S^{2}} im {\displaystyle \mathbb {R} ^{3}} dienen. Der Tangentialraum in einem Punkt {\displaystyle p\in S^{2}} ist dann die Ebene durch den Nullpunkt, die parallel zur Tangentialebene der Kugel im Punkt {\displaystyle p} ist.
Ein Vektorfeld ordnet jedem Punkt {\displaystyle p} einer Mannigfaltigkeit {\displaystyle M} einen Vektor aus dem zugehörigen Tangentialraum {\displaystyle T_{p}M} zu. Zum Beispiel könnte man mit einem Vektorfeld die Windstärke und -richtung auf der Erdoberfläche angeben.
Alle Tangentialräume einer Mannigfaltigkeit {\displaystyle M} werden als Tangentialbündel von {\displaystyle M} zusammengefasst; das Tangentialbündel ist selbst eine Mannigfaltigkeit; seine Dimension ist doppelt so groß wie die von {\displaystyle M}.

## Formale Definitionen
In der Literatur ist es üblich, gleich drei verschiedene Definitionen anzugeben, die einer geometrischen, einer algebraischen und einer theoretisch-physikalischen (auf Tensoren hinarbeitenden) Sichtweise entsprechen. Der anschauliche geometrische Zugang erweist sich in der Anwendung jedoch als der am mühsamsten zu handhabende.
Die beiden auf die geometrische Definition folgenden algebraischen Definitionen des Tangentialraums funktionieren allerdings nur für Mannigfaltigkeiten der Klasse {\displaystyle C^{\infty }}, aber nicht für {\displaystyle C^{k}} mit {\displaystyle k<\infty }.

### Geometrische Definition: Richtungsfelder von Kurven
Gegeben seien eine {\displaystyle n}-dimensionale {\displaystyle C^{k}}-Mannigfaltigkeit {\displaystyle M} mit {\displaystyle k\geq 1}, ein Punkt {\displaystyle p} aus {\displaystyle M}, eine offene Umgebung {\displaystyle U} von {\displaystyle p} und eine Karte {\displaystyle \varphi \colon U\to \mathbb {R} ^{n}}.
Ist {\displaystyle \gamma \colon (-1,1)\to M} mit {\displaystyle \gamma (0)=p} eine differenzierbare Kurve in {\displaystyle M}, so ist {\displaystyle \varphi \circ \gamma \colon (-1,1)\to \mathbb {R} ^{n}} eine differenzierbare Kurve im {\displaystyle \mathbb {R} ^{n}}. Die Ableitung {\displaystyle (\varphi \circ \gamma )'(0)} existiert also.
Diese Ableitung ist ein Vektor im {\displaystyle \mathbb {R} ^{n}}. Kurven {\displaystyle \gamma _{i}}, für die {\displaystyle (\varphi \circ \gamma _{i})'(0)} übereinstimmt, bilden eine Äquivalenzklasse. Eine solche Äquivalenzklasse nennt man einen Tangentialvektor von {\displaystyle M} in {\displaystyle p} und schreibt dafür {\displaystyle \gamma '(0)}. Der Tangentialraum {\displaystyle T_{p}M} ist die Menge aller dieser Tangentialvektoren; man kann zeigen, dass er nicht von der Wahl der Karte {\displaystyle \varphi } abhängt.
Es bleibt zu zeigen, dass {\displaystyle T_{p}M} durch Erklärung von Vektoraddition und Skalarmultiplikation zu einem Vektorraum wird. Dazu definiert man die Abbildung {\displaystyle (\mathrm {d} \varphi )|_{p}\colon T_{p}M\to \mathbb {R} ^{n}} durch {\displaystyle \mathrm {d} \varphi |_{p}(\gamma '(0))=(\varphi \circ \gamma )'(0)}, wobei die Funktion {\displaystyle \gamma } auf der rechten Seite ein beliebiger Repräsentant der Äquivalenzklasse {\displaystyle \gamma '(0)} ist. Man zeigt nun, dass diese Abbildung bijektiv ist und überträgt mit ihrer Hilfe die Vektorraumoperationen von {\displaystyle \mathbb {R} ^{n}} nach {\displaystyle T_{p}M}; man zeigt außerdem, dass diese Konstruktion von der Wahl der Karte {\displaystyle \varphi } unabhängig ist.

### Erste algebraische Definition: verallgemeinerte Ableitungen
Sei {\displaystyle M} eine {\displaystyle C^{\infty }}-Mannigfaltigkeit. Eine Funktion {\displaystyle g\colon M\to \mathbb {R} } gehört zur Klasse {\displaystyle C^{\infty }(M)}, falls {\displaystyle g\circ \varphi ^{-1}} für jede Karte {\displaystyle \varphi \colon U\to \mathbb {R} ^{n}} unendlich oft differenzierbar ist. Das so definierte {\displaystyle C^{\infty }(M)} ist eine assoziative Algebra.
Fixieren wir einen Punkt {\displaystyle p} in {\displaystyle M}. Eine Derivation an {\displaystyle p} ist eine lineare Abbildung {\displaystyle D\colon C^{\infty }(M)\to \mathbb {R} }, die für alle {\displaystyle g} und {\displaystyle h} in {\displaystyle C^{\infty }(M)} die (analog zur Produktregel) folgende Eigenschaft hat:
{\displaystyle D(gh)=D(g)h(p)+g(p)D(h)}.
Diese Derivationen bilden auf natürliche Weise einen reellen Vektorraum; dies ist der Tangentialraum {\displaystyle T_{p}M}.
Die Beziehung zwischen den zuvor definierten Tangentialvektoren und den Derivationen ist wie folgt: falls {\displaystyle \gamma } eine Kurve mit Tangentialvektor {\displaystyle \gamma '(0)} ist, dann ist die entsprechende Derivation {\displaystyle D(g)=(g\circ \gamma )'(0)} (mit der Ableitung im üblichen Sinne, da {\displaystyle g\circ \gamma } eine Funktion von {\displaystyle (-1,1)} nach {\displaystyle \mathbb {R} } ist).

### Zweite algebraische Definition: Dualraum vonI/I²
Sei {\displaystyle M} wieder eine {\displaystyle C^{\infty }}-Mannigfaltigkeit und {\displaystyle p} ein Punkt in {\displaystyle M}. Betrachten wir nun das Ideal {\displaystyle I} von {\displaystyle C^{\infty }(M)}, das aus allen glatten Funktionen {\displaystyle g} besteht, die {\displaystyle p} auf {\displaystyle 0} abbilden. Dann sind {\displaystyle I} und {\displaystyle I^{2}=\left\{x\cdot y\mid x,y\in I\right\}} reelle Vektorräume, und {\displaystyle T_{p}M} wird als der Dualraum des Quotientenraums {\displaystyle I/I^{2}} definiert.
{\displaystyle I/I^{2}} wird auch als Kotangentialraum {\displaystyle T_{p}^{*}M} bezeichnet (siehe unten).
Während diese Definition die abstrakteste ist, ist sie auch diejenige, die man am leichtesten auf andere Situationen übertragen kann, beispielsweise auf Varietäten, wie sie in der algebraischen Geometrie betrachtet werden.
Sei {\displaystyle D} eine Derivation an {\displaystyle p}. Dann ist {\displaystyle D(g)=0} für jedes {\displaystyle g} in {\displaystyle I^{2}} (denn es existieren {\displaystyle x,y\in I} mit {\displaystyle g=xy}, somit {\displaystyle D(g)=D(xy)=D(x)y(p)+x(p)D(y)=0}), womit {\displaystyle D} eine lineare Abbildung {\displaystyle I/I^{2}\to \mathbb {R} } induziert. Umgekehrt ist {\displaystyle D(g)=r((g-g(p))+I^{2})} eine Derivation, wenn {\displaystyle r\colon I/I^{2}\to \mathbb {R} } eine lineare Abbildung ist.
Dies zeigt, dass sich der über Derivationen und der über {\displaystyle I/I^{2}} definierte Tangentialraum entsprechen.

### Tangentialraum in der algebraischen Geometrie
Die beiden algebraischen Definitionen funktionieren genauso auch für algebraische Varietäten, wobei hier der Tangentialraum auch als Zariski-Tangentialraum bezeichnet wird. Im Unterschied zu Mannigfaltigkeiten können algebraische Varietäten aber Singularitäten haben, dort hat dann der Tangentialraum eine höhere Dimension als in glatten Punkten.

## Eigenschaften
Wenn {\displaystyle M} eine offene Teilmenge des {\displaystyle \mathbb {R} ^{n}} ist, so kann man {\displaystyle M} in natürlicher Weise als eine {\displaystyle C^{\infty }}-Mannigfaltigkeit betrachten. Alle Karten sind hierbei die Identität, und die Tangentialräume werden mit dem {\displaystyle \mathbb {R} ^{n}} identifiziert.

### Tangentialvektoren als Richtungsableitungen
Eine Sichtweise von Tangentialvektoren ist, sie als Richtungsableitungen zu sehen. Für einen Vektor {\displaystyle v} im {\displaystyle \mathbb {R} ^{n}} definiert man die Richtungsableitung einer glatten Funktion {\displaystyle f\colon \mathbb {R} ^{n}\to \mathbb {R} } an einem Punkt {\displaystyle p} durch
{\displaystyle D_{v}f(p)={\frac {d}{dt}}{\bigg |}_{t=0}f(p+tv)=\sum _{i=1}^{n}v^{i}{\frac {\partial f}{\partial x^{i}}}(p)}
Diese Abbildung ist offenbar eine Derivation. Tatsächlich ist sogar jede Derivation von {\displaystyle C^{\infty }}({\displaystyle \mathbb {R} ^{n}}) von dieser Form. So existiert eine Bijektion zwischen Vektoren (als Tangentialvektor am Punkt {\displaystyle p} gedacht) und den Derivationen.
Da Tangentialvektoren an einer allgemeinen Mannigfaltigkeit als Derivationen definiert werden können, ist es nur natürlich, sie auch als Richtungsableitungen zu sehen. Konkret kann man für einen Tangentialvektor {\displaystyle v} von {\displaystyle M} an einem Punkt {\displaystyle p} (als Derivation gesehen) die Richtungsableitung in Richtung {\displaystyle v} für {\displaystyle f\colon M\to \mathbb {R} } Element von {\displaystyle C^{\infty }(M)} wie folgt definieren:
{\displaystyle D_{v}(f)=v(f)}
Sehen wir {\displaystyle v} im Sinne der geometrischen Definition des Tangentialraums als {\displaystyle v=\gamma '(0)} für eine Kurve {\displaystyle \gamma }, schreiben wir
{\displaystyle D_{v}(f)=(f\circ \gamma )'(0)}.

### Die Totalableitung einer Abbildung
Jede differenzierbare Abbildung {\displaystyle f\colon M\to N} zwischen zwei differenzierbaren Mannigfaltigkeiten induziert eine lineare Abbildung
{\displaystyle \mathrm {d} f_{p}\colon T_{p}M\to T_{f(p)}N}
zwischen den entsprechenden Tangentialräumen, definiert durch
{\displaystyle \mathrm {d} f_{p}(\gamma '(0)):=(f\circ \gamma )'(0)}
für die geometrische Definition des Tangentialraums und
{\displaystyle \mathrm {d} f_{p}(D)(g):=D(g\circ f)}
für die Definition mittels Derivationen.
Die lineare Abbildung {\displaystyle \mathrm {d} f_{p}} wird mit Differential, Ableitung, Totalableitung oder auch Tangentialabbildung bezeichnet. Auch hier variieren die Notationen stark. Benutzt werden vor allem: {\displaystyle \mathrm {d} f_{p}}, {\displaystyle \mathrm {D} f_{p}}, {\displaystyle f_{*}} und {\displaystyle f'(p)}.
In einem gewissen Sinne ist die Totalableitung die beste lineare Approximation von {\displaystyle f} in einer Umgebung von {\displaystyle p}. In lokalen Koordinaten kann man die Totalableitung als Jacobische Matrix darstellen.
Ist die Tangentialabbildung surjektiv, hat also die Jacobi-Matrix überall vollen Rang, so nennt man die zugrundeliegende Funktion Submersion; ist die Tangentialabbildung injektiv, Immersion.
Ein wichtiges Resultat bezüglich Tangentialabbildungen ist der Satz:
Genau dann, wenn {\displaystyle f\colon M\to N} ein lokaler Diffeomorphismus bei {\displaystyle p} in {\displaystyle M} ist, ist {\displaystyle \mathrm {d} f_{p}\colon T_{p}M\to T_{f(p)}N} ein linearer Isomorphismus.
Dies ist eine Verallgemeinerung des Satzes über inverse Funktionen auf Abbildungen zwischen Mannigfaltigkeiten.

### Richtungen der Tangentialvektoren
Falls {\displaystyle M} eine glatte Mannigfaltigkeit mit Rand ist und {\displaystyle p\in \partial M}, dann können die Vektoren im Tangentialraum {\displaystyle T_{p}M} in drei Klassen aufgeteilt werden:
- {\displaystyle v\in T_{p}M\setminus T_{p}\partial M} heißt nach innen gerichtet für ein {\displaystyle \varepsilon >0}, wenn eine glatte Kurve {\displaystyle \gamma \colon [0,\varepsilon )\to M} existiert mit {\displaystyle \gamma (0)=p} und {\displaystyle \gamma '(\varepsilon )=v}.
- {\displaystyle v\in T_{p}M\setminus T_{p}\partial M} heißt nach aussen gerichtet für ein {\displaystyle \varepsilon >0}, wenn eine glatte Kurve {\displaystyle \gamma \colon (-\varepsilon ,0]\to M} existiert mit {\displaystyle \gamma (0)=p} und {\displaystyle \gamma '(-\varepsilon )=v}.
- die Restlichen sind tangent zum Rand.[1]

## Kotangentialraum
Da der Tangentialraum {\displaystyle T_{p}M} am Punkt {\displaystyle p} der Mannigfaltigkeit die Struktur eines Vektorraums trägt, kann man den Dualraum von ihm bilden. Dieser Raum wird Kotangentialraum genannt und gewöhnlicherweise mit {\displaystyle T_{p}^{*}M} notiert. Der letzten Definition folgend ist der Raum also isomorph zu {\displaystyle \textstyle I/I^{2}}. Der Kotangentialraum spielt in der Differentialgeometrie ebenfalls eine sehr wichtige Rolle. So kann man zum Beispiel das totale Differential
{\displaystyle {\rm {d}}f(p)\colon T_{p}M\to \mathbb {R} } von {\displaystyle f\in C^{\infty }(M)}
als eine lineare Abbildung verstehen, welche jedem Tangentialvektor die Richtungsableitung in seiner Richtung zuordnet. Das totale Differential {\displaystyle {\rm {d}}f(p)} ist somit ein Element des Kotangentialraums {\displaystyle T_{p}^{*}M} von {\displaystyle M} am Punkt {\displaystyle p}.